# ウクライナ共和国 (1991年-1996年)
座標: 北緯49度 東経32度 / 北緯49度 東経32度

ウクライナ共和国
Українська Республіка (ウクライナ語)

国の標語: Воля, злагода, добро（ウクライナ語）
自由、調和、善良国歌: Ще не вмерла Україна（ウクライナ語）
ウクライナは滅びず

ウクライナ共和国の位置

ウクライナ共和国（ウクライナきょうわこく）は、ソビエト連邦の構成国だったウクライナ・ソビエト社会主義共和国（ウクライナSSR）が1991年8月24日にソビエト連邦からの独立を宣言した後、1996年に憲法が制定されるまで存在した国家である。

## 地理学
領土はウクライナ・ソビエト社会主義共和国（ウクライナSSR）時代および憲法制定後のウクライナと同じ（クリミア半島を含む）で、約603,700㎞2である。

## 歴史

### 独立
元々この地域はウクライナSSRとしてソ連を構成する共和国の一つであった。
1985年にミハイル・ゴルバチョフがソ連の最高指導者となり、ペレストロイカやグラスノスチが施行された。ソ連的体制に代わるこれらの政策はヨーロッパにおいて、ベルリンの壁崩壊（1989年）などといった数々の社会的変動の引き金となり、1990年から1991年にかけては、ソ連では主権を宣言し独立を表明する共和国も出てきた。
1990年7月16日にウクライナSSR最高会議（ヴェルホーヴナ・ラーダ）は「1991年8月24日には現在の領土にてウクライナとして独立宣言を行う」旨を宣言する国家主権宣言（法令第12号）を採択した。
独立宣言が採択された後の1991年12月に行われた国民投票では、90.1％の賛成により独立が決定した。同日、レオニード・クラフチュクが独立ウクライナの初代大統領に選出された。

### ソビエト連邦崩壊
大統領に就任したクラフチュクは12月8日、ロシアSFSRのボリス・エリツィン大統領、ベラルーシのスタニスラフ・シュシケビッチ最高会議議長とベラルーシのベロヴェーシの森で会談し、ソ連からの離脱と独立国家共同体（CIS）の結成で合意した（ベロヴェーシ合意）。この会談の結果、12月25日にソビエト連邦は崩壊した。

### 移行期間の終了
連邦崩壊後、クラフチュクは積極的なウクライナ化政策と脱ロシア化政策を推進するが、経済危機に対処できずに支持率は低迷、1994年の大統領選挙ではレオニード・クチマ首相が52％の票を獲得し、第2代大統領に就任した。クチマは国際通貨基金による援助を受けられるよう経済の立て直しを始めたが、後の国会選挙では対抗勢力が多数議席を得た。
1996年6月28日に最高会議は法令第13号と題する新憲法を採択し、即日発効した。これにより、正式国名は「ウクライナ共和国」から「ウクライナ」となった。